# ابن ابی‌اصبع
ابومحمّد، عبدالعظیم بغدادی مصری شهرت یافته به ابنِ اَبی‌اِصبع مصری (۱۱۹۴- ۱۲۵۶م) (نسب: عبدالعظیم بن عبدالواحد بن ظافر) فقیه، مفسر، زبان‌شناس، ادیب برجسته و شاعر مصری عراقی‌اصل در نیمهٔ اول سدهٔ هفتم هجری بود که به طور ویژه در علوم ادبی (بدیع و بلاغت و نقد) شهرت دارد.    

## آثار
- تحریر التحبیر فی علم البدیع
- بدیعُ القرآن
- الخواطر و السوانح فی أسرار الفواتح
- الکاملة فی تأولی «تلک عشرةٌ کاملة»
- بیان البرهان فی إعجاز القرآن
- الأمثال الواردة فی القرآن الکریم و عند الشعراء
- العُنوان فی معرفة الأوزان
- الشافیة فی علم القافیة
- الجوهرة الفریدة فی قافیة القصیدة
- المیزان فی الترجیح بین قُدامه و خصومه
- وصیة الی الکُتّاب والشعراء